# Materiały konstrukcyjne
Materiały konstrukcyjne – rozmaite tworzywa stosowane do sporządzania różnego rodzaju konstrukcji. Do takich tworzyw zalicza się najczęściej:
- stal (różne odmiany)
- beton (mieszanina kruszywa, cementu i wody)
- kamienie naturalne
- drewno (różne gatunki)
- tworzywa sztuczne